# Списак министара здравља Србије

## Министри здрављаРепублике Србијеод 2001.
-

| 2001. | Обрен Јоксимовић          |                         | 2002 — 2006. | Томица Милосављевић                                                       |                                | до 2002. министарство здравља и заштите животне средине Влада Зорана Ђинђића, Влада Зорана Живковића и Прва влада Војислава Коштунице | Г17+ |
|       | 2006.                     | Невена Карановић        |              | Прва влада Војислава Коштунице                                            | Г17+                           | |      |
|       | 2006 — 2007.              | Слободан Лаловић        |              | В.д министра здравља                                                      | Прва влада Војислава Коштунице | СДП |      |
|       | 2007 — 2011.              | Томица Милосављевић     |              | Друга влада Војислава Коштунице и Влада Мирка Цветковића                  | Г17+                           | |      |
|       | јануар 2011 — јул 2012    | Зоран Станковић         |              | Влада Мирка Цветковића                                                    | Г17+                           | |      |
|       | јул 2012 — април 2014     | Славица Ђукић-Дејановић |              | Влада Ивице Дачића                                                        | СПС                            | |      |
|       | април 2014 — октобар 2022 | Златибор Лончар         |              | Прва влада, Друга влада Александра Вучића, Прва и Друга влада Ане Брнабић | СНС                            | |      |
|       | октобар 2022 — мај 2024   | Даница Грујичић         |              | Трећа влада Ане Брнабић                                                   | СНС                            | |      |
|       | мај 2024 — тренутно       | Златибор Лончар         |              | Влада Милоша Вучевића                                                     | СНС                            | |      |